# Estação Jandira
A Estação Jandira é uma estação ferroviária pertencente à Linha 8–Diamante, operada pela ViaMobilidade. Está localizada no município de Jandira.

## História

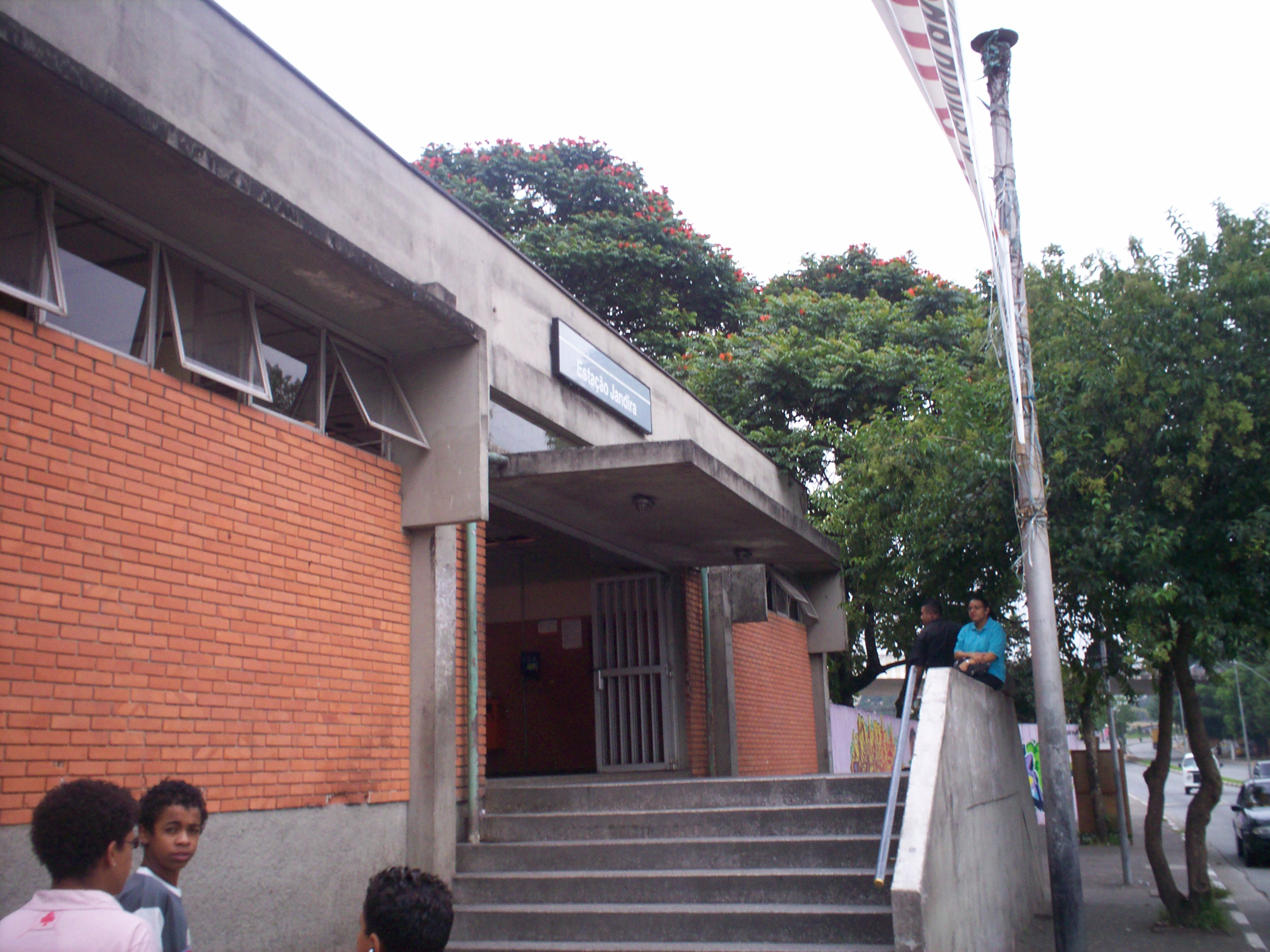
Entrada da segunda estação de Jandira, construída entre 1981 e 1983 e atualmente transformada em sala técnica

Em março de 1925, a Estrada de Ferro Sorocabana instalou uma parada para carregamento de lenha no quilômetro 32, em terreno doado por Henrique Sammartino, um dos fundadores do município. No dia 5 de setembro de 1930, a parada do "Quilômetro 32" foi rebatizada como "Jandyra" por Henrique Sammartino (que doara terras para a sua construção), em homenagem a sua sobrinha. A Parada Jandyra teve suas novas instalações inauguradas em 20 de março de 1931. O posto consistia de um pequeno escritório e um vagão de carga, usado como bilheteria. Com o crescimento da localidade, elevada a subdistrito de Cotia, as instalações tornaram-se acanhadas e incapazes de atender a demanda.
Assim, em 22 de agosto de 1960 a Sorocabana lançou edital de construção de uma nova estação, vencido pela empresa Sociedade de Engenharia e Materiais de Construcao Ltda (SENCO). O contrato, assinado em 5 de setembro, no valor de 2 980 854,60 cruzeiros, tinha um prazo de 240 dias de conclusão. Apesar de a edificação da estação ter sido construída, as plataformas sofreram atrasos, por causa da falta de colaboração da prefeitura de Cotia, responsável pelo subdistrito. A nova estação foi concluída em meados de outubro de 1962. Constituía-se de duas plataformas laterais com capacidade para nove carros Toshiba (o que correspondia a cerca de 175 metros), com cobertura parcial e um prédio construído do lado sul da ferrovia, composto por bilheteria, sanitários, sala de chefia, bagagens e um bar (administrado por um concessionário privado).
Em fins de 1971, a Estrada de Ferro Sorocabana foi absorvida pela FEPASA, que contratou junto as empresas Engevix e Sofrerail um plano de remodelação dos trens de subúrbio, incluindo a estação do recém-criado município de Jandira. No período de dezoito meses entre 1974 e 1975, o município de Jandira recebeu trinta novas indústrias, aumentando o tráfego de passageiros na estação. A estação de Jandira teve suas obras contratadas em outubro de 1981, junto à empresa SEC-Sociedade de Engenharia e Construções Ltda.
Para a construção da nova estação, a estação construída em 1962 foi inteiramente demolida, enquanto uma estação provisória era construída para atender aos passageiros. Em 10 de março de 1983, foi inaugurada a segunda estação.
Em 1996, a estação foi transferida da FEPASA para a CPTM. Em 2004, a CPTM contratou um novo projeto para a estação, junto ao consórcio Themag Engenharia/Teknites Consultores Associados, no valor de 624 828 reais, tendo o projeto sido apresentado em audiência pública em junho de 2007. As obras da nova estação foram licitadas entre setembro e novembro de 2009, com vitória do consórcio Pedra Azul, formado pelas empresas Cronacon Engenharia e Massafera Ltda. O contrato foi assinado em 29 de dezembro de 2009, no valor de 14 191 378,75 reais.
A nova estação, construída com uma estrutura mista de aço e concreto, foi inaugurada em outubro de 2010.
Em 20 de abril de 2021, foi concedida para o consórcio ViaMobilidade, composto pelas empresas CCR (atual Motiva) e RUASinvest, com a concessão para operar a linha por trinta anos. O contrato de concessão foi assinado e a transferência da linha foi realizada em 27 de janeiro de 2022.

## Bicicletário
A Estação Jandira foi o primeiro terminal de transportes públicos do Brasil a contar com um bicicletário, aberto em novembro de 1984. Apesar de sua operação efêmera, tendo sido desativado em fins de 1988, foi o incentivador da implantação desse equipamento anexo a estações de trem e metrô e terminais de ônibus.
Um novo bicicletário foi construído durante as obras de reconstrução da estação de Jandira, com capacidade para 48 bicicletas.

## Toponímia
A palavra Jandira, segundo o tupinólogo Eduardo Navarro, é originária da Língua geral paulista e designa um tipo de abelha. O empresário Henrique Sammartino, proprietário de terras ao lado da Estrada de Ferro Sorocabana, construiu uma pequena edificação no posto de abastecimento do quilômetro 32 da linha-tronco da Sorocabana, doando-a para a ferrovia para se tornar um posto telegráfico (dado que Sammartino tinha um contrato de fornecimento desse insumo para com a Sorocabana). Como gesto de gentileza da direção da Sorocabana, foi dado a Sammartino o direito de batizar o posto. Assim, ele batizou-o de Jandira em 5 de setembro de 1930, nome de uma de suas sobrinhas e que se tornaria o nome daquela localidade.

## Tabelas
| Linha      | Terminais               | Comprimento (km) | Estações | Observações                                                                                           |
| ---------- | ----------------------- | ---------------- | -------- | --- |
| 8 Diamante | Júlio Prestes ↔ Itapevi | 35,283           | 20       | Possui extensão operacional Antiga Linha B–Cinza / Antiga Linha Oeste do Trem Metropolitano da FEPASA |

| Sigla | Estação | Inauguração   | Integração                                                                                   | Plataforma | Posição    | Notas |
| ----- | ------- | ------------- | -------------------------------------------------------------------------------------------- | ---------- | ---------- | --- |
| JDI   | Jandira | Março de 1925 | Bilhete Único da SPTrans/ Benfácil, Terminal Rodoviário Intermunicipal de Jandira (tarifada) | Central    | Superfície | Estação construída pela Estrada de Ferro Sorocabana Reconstruída no padrão FEPASA e reinaugurada em 11 de março de 1983, sendo modernizada no ano de 2010 pela CPTM |